# 41 Daphne
För andra betydelser, se Daphne (olika betydelser).
41 Daphne eller 1949 TG är en asteroid upptäckt 22 maj 1856 av den tyske astronomen H. Goldschmidt i Paris. Asteroiden har fått sitt namn från nymfen Dafne inom grekisk mytologi. 
Studier av ljuskurvor från Daphne antyder att asteroiden har en oregelbunden form.

## S/2008 (41) 1
En måne upptäcktes 28 mars 2008 av A. R. Conrad et al från Keck-observatoriet. Den har fått det tillfälliga namnet S/2008 (41) 1. Diametern är mindre än 2 kilometer. Avståndet mallen Daphne och månen är cirka 500 km. Omloppstiden är 1,1 dygn.